# 戸田村 (広島県)
戸田村（とだむら）は、広島県品治郡にあった村。現在の福山市の一部にあたる。

## 地理
芦田川の流域に位置していた。

## 歴史
- 1889年（明治22年）4月1日、町村制の施行により、品治郡戸手村、近田村が合併して村制施行し、戸田村が発足[1][2]。
- 1895年（明治28年）9月21日、戸田村を二分割し、大字戸手は戸手村を、大字近田は近田村をそれぞれ新設して廃止された[1][2]。

### 地名の由来
合併旧村名の各一文字を組み合わせたもの。

## 産業
- 農業